# 157 Dejanira
157 Dejanira је астероид главног астероидног појаса са средњом удаљеношћу од Сунца која износи 2,580 астрономских јединица (АЈ).
Апсолутна магнитуда астероида је 10,6 а геометријски албедо 0,042.